# Mantophryne
Mantophryne Boulenger, 1897 è un genere di rane della famiglia Microhylidae (sottofamiglia Asterophryinae).

## Tassonomia
Comprende le seguenti specie:
- Mantophryne axanthogaster Kraus and Allison, 2009
- Mantophryne insignis Günther and Richards, 2016
- Mantophryne lateralis Boulenger, 1897
- Mantophryne louisiadensis (Parker, 1934)
- Mantophryne menziesi (Zweifel, 1972)